# Armin Hansen

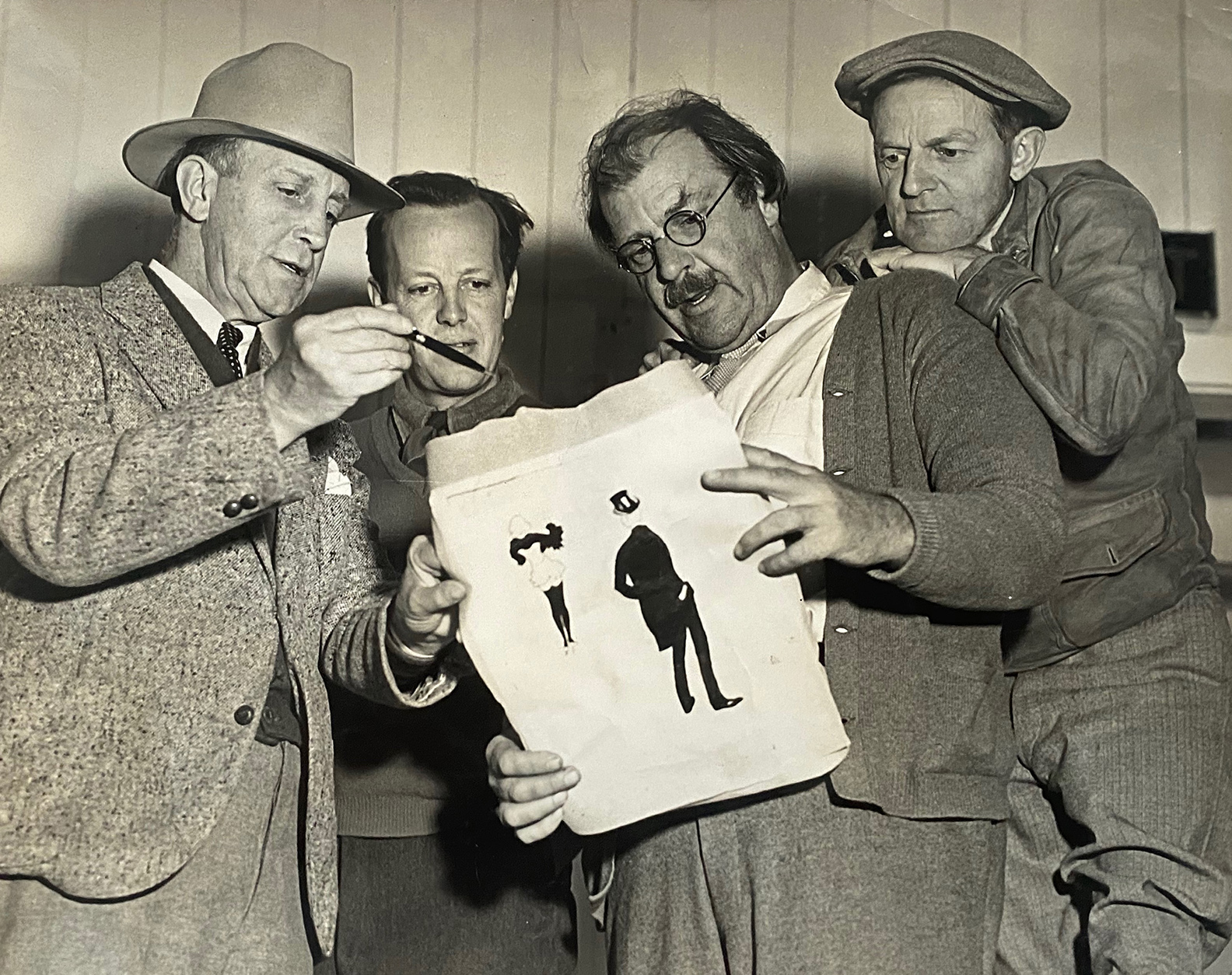
Paul Dougherty, Paul Whitman, Armin Hansen und Frederick Bergdoff, Carmel-by-the-Sea, Kalifornien, ca. 1937

Armin Carl Hansen (* 23. Oktober 1886 in San Francisco, Kalifornien; † 23. April 1957 in Monterey, Kalifornien) war ein US-amerikanischer Maler und Grafiker. Bekannt wurde er vor allem durch seine Darstellungen des Meeres und des Lebens der Fischer an der kalifornischen Küste.

## Leben
Armin Hansen wurde 1886 in San Francisco als Sohn des deutschen Künstlers Herman Wendelborg Hansen geboren. Seine erste künstlerische Ausbildung erhielt er von seinem Vater. Später studierte er von 1903 bis 1906 am Mark Hopkins Institute of Art bei Arthur Mathews und nach dem Erdbeben von San Francisco 1906 an der Akademie der Bildenden Künste in Stuttgart bei Carlos Grethe. Während seines Aufenthaltes in Europa arbeitete er als Matrose auf norwegischen Fischerbooten und bereiste Kunstzentren wie Paris, München, Holland und Belgien. 1912 kehrte er nach San Francisco zurück und unterrichtete an der University of California, Berkeley und an der California School of Fine Arts. 1913 ließ er sich in Monterey nieder, wo er privaten Kunstunterricht erteilte und maßgeblich an der Gründung des Carmel Art Institute beteiligt war. Hansen war Mitglied der Carmel Art Association, der er mehrmals als Präsident vorstand. 1926 wurde er zum assoziierten Mitglied der National Academy of Design gewählt und 1948 zum ordentlichen Mitglied ernannt. Er starb 1957 in Monterey.

## Werk
Armin Hansen spezialisierte sich auf maritime Themen und das Leben der Fischer an der kalifornischen Küste. Seine Werke zeichnen sich durch kräftige Farben und dynamische Pinselstriche aus, die die rauen Bedingungen des Meereslebens einfangen. Neben der Malerei war er auch ein versierter Grafiker und schuf zahlreiche Radierungen und Druckgrafiken. Seine Werke wurden in renommierten Institutionen wie dem Los Angeles County Museum of Art, dem Oakland Museum und dem Monterey Peninsula Museum ausgestellt.